# Џирард (Канзас)
Џирард (енгл. Girard) град је у америчкој савезној држави Канзас.

## Демографија
По попису из 2010. године број становника је 2.789, што је 16 (0,6%) становника више него 2000. године.
| Група             | 2000.         | 2010.         |
| Белци             | 2.675 (96,5%) | 2.591 (92,9%) |
| Афроамериканци    | 29 (1,0%)     | 49 (1,8%)     |
| Азијати           | 3 (0,1%)      | 6 (0,2%)      |
| Хиспаноамериканци | 19 (0,7%)     | 76 (2,7%)     |
| Укупно            | 2.773         | 2.789         |